# 레드헌터
레드헌터는 미합중국에서 빨갱이 사냥꾼을 의미하는 red hunter가 어원이며 4.3 사건을 소재로 1997년에 조성봉 감독이 생존자들의 증언을 바탕으로 만든 대한민국의 다큐멘터리 영화이다. 1997년 10월 부산국제영화제에서 여야 정당 총재 등이 참관한 가운데 이틀 동안 상영되었으며 이를 이유로 인원운동사랑방 서준식 대표가 북한을 찬양,고무한다는 이유로 국가보안법 위반으로 구속되어 재판에 회부되었으나 2001년에 북한을 이롭게 하는 이적표현물이 아니라는 판단으로 대법원에서 무죄 확정판결받았다.